# Table Rock (Nebraska)
Table Rock is een plaats (village) in de Amerikaanse staat Nebraska, en valt bestuurlijk gezien onder Pawnee County.

## Demografie
Bij de volkstelling in 2000 werd het aantal inwoners vastgesteld op 264. In 2006 is het aantal inwoners door het United States Census Bureau geschat op 242, een daling van 22 (-8,3%).

## Geografie
Volgens het United States Census Bureau beslaat de plaats een oppervlakte van 1,5 km², geheel bestaande uit land. Table Rock ligt op ongeveer 330 m boven zeeniveau.

## Plaatsen in de nabije omgeving
De onderstaande figuur toont nabijgelegen plaatsen in een straal van 20 km rond Table Rock.